# Lista de campeãs do carnaval de Rio Grande (Rio Grande do Sul)
Lista de campeãs do carnaval de Rio Grande, Rio Grande do Sul.
| Ano                   | Campeã                        | Enredo                                                           | Ref.          |
| --------------------- | ----------------------------- | ---------------------------------------------------------------- | ------------- |
| 2000                  | Unidos da Dom Pedro II (Cuca) |                                                                  | [ 1 ]         |
| 2001                  | Unidos da Dom Pedro II (Cuca) |                                                                  | [ 1 ]         |
| 2002                  | Unidos da Dom Pedro II (Cuca) | Cuca: um banho de cheiro no ar.                                  | [ 1 ]         |
| Duas campeãs em 2003. |                               |                                                                  |               |
| 2003                  | Império Serrano               | Império nas quatro estações                                      | [ 2 ]         |
| 2003                  | Unidos do Mé                  | Gobbi - é fantástico o mundo do escultor da arte                 | [ 2 ]         |
| 2004                  | Império Serrano               | Mangacha: O Templo da Música.                                    | [ 3 ] [ 4 ]   |
| 2005                  | Império Serrano               |                                                                  | [ 5 ]         |
| 2006                  | Unidos do Mé                  | A volta ao mundo em uma hora.                                    | [ 6 ]         |
| 2007                  | Unidos do Mé                  | Unidos do Mé: alucinado de amor.                                 | [ 7 ]         |
| 2008                  | Unidos do Mé                  | Unidos do Mé na Terra do Sol Nascente.                           | [ 8 ]         |
| 2009                  | Unidos do Mé                  | Mé 2009: O Futuro é Possível.                                    | [ 9 ] [ 10 ]  |
| 2010                  | Unidos do Mé                  | Uma folia astrológica.                                           | [ 11 ] [ 12 ] |
| 2011                  | Unidos do Mé                  | 15 anos de Energia Positiva na Avenida.                          | [ 13 ] [ 14 ] |
| 2012                  | Unidos da Rheingantz          | África: mãe multirracial                                         | [ 15 ]        |
| 2013                  | Unidos da Capivara            | São Jorge                                                        | [ 16 ] [ 17 ] |
| 2014                  | Unidos do Mé                  | Sou Papareia ontem, hoje e sempre                                | [ 18 ] [ 19 ] |
| 2015                  | Unidos do Mé                  | Unidos do Mé e os viquingues fazem uma festa em Valhala          | [ 20 ] [ 21 ] |
| 2016                  | Acadêmicos da P1              | A filha mais velha da mãe África – Haiti, a pérola das Antilhas. | [ 22 ]        |